# Jordi Xammar
Jordi Xammar Hernández (Barcelona, 2 de diciembre de 1993) es un deportista español que compite en vela en la clase 470. Forma parte del equipo español de Sail GP.
Participó en tres Juegos Olímpicos de Verano, obteniendo una medalla de bronce en Tokio 2020, en la clase 470 (junto con Nicolás Rodríguez), el decimosegundo lugar en Río de Janeiro 2016 (470) y el cuarto lugar en París 2024 (470 mixto).
Ganó siete medallas en el Campeonato Mundial de 470 entre los años 2018 y 2025, y seis medallas en el Campeonato Europeo de 470 entre los años 2017 y 2025.

## Trayectoria
Comenzó a competir en vela ligera en la clase Optimist, pero pronto se decidió por la clase 420, proclamándose campeón del Mundial de Vela Juvenil en 2010 y 2011. Posteriormente, se incorporó a la clase 470, y aún en categoría juvenil ganó el Campeonato Mundial de los años 2013 y 2014.
En categoría absoluta, en 2018 ganó la medalla de bronce en el Campeonato Mundial junto con Nicolás Rodríguez, en 2019 fue subcampeón del mundo y en 2021 nuevamente medallista de bronce en el Mundial. En la modalidad mixta (junto con Nora Brugman) obtuvo la medalla de plata en 2022 y 2023, y se proclamó campeón en el Mundial de 2024 y 2025.
En el Campeonato Europeo obtuvo seis medallas, bronce en 2017, plata en 2019, plata en 2021, plata en 2022 y oro en 2024 y 2025 (estas últimas tres en la prueba mixta).
Hasta 2013 estaba inscrito  en el Club Náutico El Masnou, después se unió al Club Náutico de Garraf y en 2018 se cambió al Club Náutico de Cambrils, pero finalmente decidió regresar al C. N. de Garraf.
Estudió Administración y Dirección de Empresas en la Universidad Católica San Antonio de Murcia.

## Palmarés internacional
| \| Juegos Olímpicos \| Juegos Olímpicos \| Juegos Olímpicos \| Juegos Olímpicos \| \| Año \| Lugar \| Medalla \| Clase \| \| ------------------ \| ---------------------- \| ----------------- \| ---------------- \| \| 2020 \| Tokio (Japón) \| Medalla de bronce \| 470 \| \| Campeonato Mundial \| \| \| \| \| Año \| Lugar \| Medalla \| Clase \| \| 2018 \| Aarhus (Dinamarca) \| Medalla de bronce \| 470 \| \| 2019 \| Enoshima (Japón) \| Medalla de plata \| 470 \| \| 2021 \| Vilamoura (Portugal) \| Medalla de bronce \| 470 \| \| 2022 \| Sdot Yam (Israel) \| Medalla de plata \| 470 mixto \| \| 2023 \| La Haya (Países Bajos) \| Medalla de plata \| 470 mixto \| \| 2024 \| El Arenal (España) \| Medalla de oro \| 470 mixto \| \| 2025 \| Gdynia (Polonia) \| Medalla de oro \| 470 mixto \| \| Campeonato Europeo \| \| \| \| \| Año \| Lugar \| Medalla \| Clase \| \| 2017 \| Mónaco (Mónaco) \| Medalla de bronce \| 470 \| \| 2019 \| San Remo (Italia) \| Medalla de plata \| 470 \| \| 2021 \| Vilamoura (Portugal) \| Medalla de plata \| 470 \| \| 2022 \| Çeşme (Turquía) \| Medalla de plata \| 470 mixto \| \| 2024 \| Cannes (Francia) \| Medalla de oro \| 470 mixto \| \| 2025 \| Split (Croacia) \| Medalla de oro \| 470 mixto \| |                        |                   |           |
| Juegos Olímpicos |                        |                   |           |
| Año | Lugar                  | Medalla           | Clase     |
| 2020 | Tokio (Japón)          | Medalla de bronce | 470       |
| Campeonato Mundial |                        |                   |           |
| Año | Lugar                  | Medalla           | Clase     |
| 2018 | Aarhus (Dinamarca)     | Medalla de bronce | 470       |
| 2019 | Enoshima (Japón)       | Medalla de plata  | 470       |
| 2021 | Vilamoura (Portugal)   | Medalla de bronce | 470       |
| 2022 | Sdot Yam (Israel)      | Medalla de plata  | 470 mixto |
| 2023 | La Haya (Países Bajos) | Medalla de plata  | 470 mixto |
| 2024 | El Arenal (España)     | Medalla de oro    | 470 mixto |
| 2025 | Gdynia (Polonia)       | Medalla de oro    | 470 mixto |
| Campeonato Europeo |                        |                   |           |
| Año | Lugar                  | Medalla           | Clase     |
| 2017 | Mónaco (Mónaco)        | Medalla de bronce | 470       |
| 2019 | San Remo (Italia)      | Medalla de plata  | 470       |
| 2021 | Vilamoura (Portugal)   | Medalla de plata  | 470       |
| 2022 | Çeşme (Turquía)        | Medalla de plata  | 470 mixto |
| 2024 | Cannes (Francia)       | Medalla de oro    | 470 mixto |
| 2025 | Split (Croacia)        | Medalla de oro    | 470 mixto |